# Jean-Marc Pujol
Pour les articles homonymes, voir Pujol.
Jean-Marc Pujol , né le 4 avril 1949 à Mostaganem en Algérie française, est un homme politique français. Membre de l'UMP puis des Républicains, il est maire de Perpignan de 2009 à 2020, année où sa liste est battue par celle du Rassemblement national conduite par Louis Aliot.

## Biographie
Avocat fiscaliste, Jean-Marc Pujol est également champion de France de chasse sous-marine par équipe en 1974 et président de la commission nationale de pêche sous-marine de la Fédération française d'études et de sports sous-marins entre 1984 et 1996.
Membre du conseil municipal de Perpignan depuis 1989, il est élu en 1995 adjoint au maire, chargé de l'urbanisme et des finances. Devenu premier adjoint, il succède au maire Jean-Paul Alduy le 22 octobre 2009 lorsque ce dernier démissionne de cette fonction. 
Le 4 mars 2013, Jean-Marc Pujol adresse un courrier au Ministre des Anciens Combattants, Monsieur Kader ARIF, pour lui annoncer qu'il désobéira en ne pavoisant pas la mairie de Montpellier le 19 mars 2013, arguant que cette date du 19 mars, anniversaire du cessez-le-feu en Algérie, ne respectait en rien les victimes et encore moins la vérité historique, rappelant les exactions du FLN, le massacre des harkis abandonnés par la France, la fusillade de la rue d'Isly du 26 mars 1962, les centaines de Français assassinés à Oran le 5 juillet 1962, le retour de plus d'un million de pieds-noirs sans aucun mot de compassion du gouvernement d'alors. Rappelant la devise de la Résistance ("Obéir c'est trahir, désobéir c'est servir"), il fera mettre en berne le drapeau de la France sur la façade de la mairie de Perpignan.  
Par un arrêté municipal du 16 mai 2013, Jean-Marc Pujol tente d'interdire le spectacle de Dieudonné prévu à Perpignan le 31 mai, arguant d'une menace sérieuse de trouble à l'ordre public, mais cet arrêté est cassé par le tribunal administratif de Montpellier.  
Candidat à sa réélection en 2014, il prend la tête d'une liste alliant l'UMP, l'UDI, le CNIP et Unitat Catalana. Sa liste l'emporte au second tour avec 55,1 % des voix contre 44,9 % à celle conduite par Louis Aliot (FN). Le 4 avril, il est réélu maire par le nouveau conseil municipal, et le 14 avril, il succède à Jean-Paul Alduy à présidence de la communauté d'agglomération Perpignan Méditerranée.
Pendant son second mandat, plusieurs tensions fracturent la majorité municipale. En particulier, lors de la campagne présidentielle de 2017, plusieurs de ses adjoints, Romain Grau en tête, soutiennent la candidature d'Emmanuel Macron, alors que le maire défend François Fillon.
Après avoir laissé planer le doute sur sa candidature, Jean-Marc Pujol annonce en novembre 2019 qu’il entend briguer un troisième mandat à la mairie de Perpignan, face à deux de ses anciens adjoints. Il tente sans succès d'obtenir le soutien de La République en marche (LREM). Les enquêtes d'opinion le donnent assez impopulaire, notamment en matière de sécurité. Avec 18 % des voix à l’issue du premier tour, il arrive en deuxième position, loin derrière Louis Aliot (36 %). Au second tour, malgré le désistement des listes arrivées derrière lui, LREM de Romain Grau puis EÉLV d'Agnès Langevine, dans le but de constituer un « front républicain » face à la liste d’extrême droite, Jean-Marc Pujol est battu avec 46,9 % des suffrages. Il annonce alors son retrait de la vie politique pour septembre 2020 et Louis Aliot lui succède le 3 juillet 2020.

## Détail des mandats et fonctions
- 1989-1993 : adjoint au maire de Perpignan
- 1993-1995 : conseiller municipal de Perpignan
- 1995-2009 : adjoint au maire de Perpignan
- 2001-2009 : vice-président de la communauté d'agglomération Perpignan Méditerranée
- 2009-2020 : maire de Perpignan
- 2014-2020 : président de Perpignan Méditerranée Métropole

## Décoration
- Chevalier de la Légion d'honneur (2008)[15].